# Акратотерме
Акратотерме (од грчких речи: acratos - чист и terma - бања), су природни минерални извори топле лековите воде (изнад 20°C) са оскудном минерализацијом (испод 1 g суве материје у једном литру воде). Лекоковито деловање термалних вода или акратотермалних вода из акратотермалних извора није сасвим разјашњено, и најчешће се приписује елементима у траговима, радиоактивним елементима, племенитим гасовима, тешкој води, ферворизацији и флори.

## Појам и врсте минералних и термалних вода
Минералне воде, или лековите воде су оне воде које у једном литру садрже више од једног грама растворених минералних материја. Минералне воде у којима количина минералних материја превазилази 50 грама по литру, сврставају се у растворе. Постоје више врста подела минералних вода, али једна од најстаријих коју је предложио Т. Мирковића 1892. године, минералне воде, по групама, деле на: сулфатне, бикарбонатне, гвожђевите и недефинисаног карактера.
У лековите минералне воде убрајају се и оне које садрже мање од 1 грам растворених минералних материја по литру, ако се одликују повећаним садржајем гасова. Такве воде се називају гасним водама. Ако је реч о гасним еманацијама радијума (радон), у савременој балнеологији посебно се цени и издваја доста ретка и недовољна истражена група радиоактивних лековитих вода.
Минералне воде, раствори, гасови и радиоактивне воде, које потичу из већих дубина унутрашњости Земље, често имају повишену температуру, па се такве воде називају термоминералним водама. Према температури минералне воде се деле на хладне или акратопеге и топле или акратотерме.
Акратопеге
Хладне минералне воде или акратопеге су минералне воде са већом количином растворених минерала и темепратуре су до 20 °C. Због пријатног укуса углавном се употребљавају за пиће. У балнеологији хладне минералне воде се примењују за лечење болести органа за варење и мокраћних канала.
Акратотерме
Топле минералне воде или акратотерме, су воде температуре веће од 20 °C, које се користе у балнеотерапији код болести где је за њихово лечење потребна повишена температура (купање, облоге, орошавање, испирање). Акратотерме се у односу на температуру тела човека, могу поделити у три групе:
- хипотермалне од 20 до 34 °C,
- изотермалне (хомеотермалне) од 34 до 38 °C,
- хипертермалне преко 38 °C.

Доказано је да је вода из извора Нишке Бање, због своје топлоте (38,2° до 38,5 °C), разноврсног хемијског састава, који поред алкалија садржи и одређене количине гвожђа, алуминијума, сулфата, нитрата и бората, и знатне радиоактивност, термоминерална вода која припада групи акратотермних, радиоактивних, минералних вода.

### Балнеолошка својства акратотермалних вода
Главне балнеолошке факторе бања са акратотермалном термоминералном водом поред њиховог хемијског састава чини њихово непрекидно протицање кроз бањске базене, лековити гасови, пелоиди, промена средине, дијететски режим, али и активан и пасиван психофизички одмор током боравка болесника у њима.
Радиоактивност и термалност ових вода, затим њихово јонско стање и плуриметално богатство, објашњавају њихов фармакодинамизам. Оне припадају групи енегеричних вода, које примењене у бањи за пиће, купање, инхалирање итд, имају одређена физиолошка и терапијска дејства. Та дејства су и стимулативна, седативна, антиинфламаторна (антиреуматска) антиурикемијска  итд.
Значајна предност метода лечења које се примењују у бањама са акратотермалним водама је и одсуство озбиљних нежељених ефеката лечења.

С обзиром на чињеницу да већина наведених природних лековитих чинилаца има доста широку примену у индикационом смислу Бањско климатско лечилишта са акратотермалним изворима могу пружати услуге различитим категоријама корисника од потпуно здравих људи па до озбиљно болесних, с тим што се свакој категорији морају пружати тачно прописане и стандардизоване здравствене услуге.
Прве одговарајуће лечилишне индикације акротермалних водама нпр. У Нишкој Бањи постављене су после отварања инхалаторијума, десетак година након Другог светског рата. Главне индикације обухватале су: болести локомоторног апарата, обољења респираторних органа и гинеколошка обољења.
Оснивањем бројних лечилишта у бањама са акротермалних водама и увођењем савремених медицинских научних достигнућа у којима се термални прородни фактори акротермалних вода употребљавају само као један од терапијских поступака, индикације су проширене и прецизиране и обухватају:
| Медицинске индикације за лечење и рехабилитацију акратотермалним водама | |
| Органски системи                                                        | Болести |
| Болести локомоторног апарата                                            | • Стање после реуматске грознице • Хронични инфламаторни реуматизам (хронични еволутивни полиартрит и Бехтеревљева болест-почетни стадијум) • Дегенеративни реуматизам (артрозе и спондилозе) • Екстраартикуларни реуматизам-фиброзити • Миозити • Паникулити • Последице траума и ратних рањавања. |
| Обољења респираторних органа                                            | Хронични бронхити • Хронични трахеити • Хронични ларингити • Лакши облици бронхијалне астме. |
| Неуролошка обољења                                                      | • Неуралгије и полинеурити • Последице полиомијелита. |
| Кардиоваскуларне болести                                                | • Артеријска хипертонија у лабилном и лакши облици у стабилизованом стању • Реконвалесценција миокардита реуматичког и другог порекла • Реконвалесценција реуматичког ендокаргита. |
| Болести метаболизма                                                     | • Урична дијатеза-изван периода јачег погоршања. |
| Гинеколошка обољења                                                     | • Запаљиви процеси неспецифичне природе у смиреном стању (хронични андекситис и периметритис) • Оваријалне дисфункције праћене хипоплазијом гениталних органа и поремећајима менструације • Извесни облици стерилитета, у првом реду запаљивог и ендокриног порекла.                                |

## Најпознатије бање са акратотермалном водом
Најпознатије бање са акратотермалном водом су Бад Гаштајн, Пломбјер, Чатешке Топлице, Топлице Добрна, Бања Фојница, Нишка Бања, Стубичка Бања, Сутинска Бања, Тухељска Бања итд.